# Raluca Ioniță
Raluca Ioniță (Ploiești, 9 de junio de 1976) es una deportista rumana que compitió en piragüismo en la modalidad de aguas tranquilas.
Participó en los Juegos Olímpicos de Sídney 2000, obteniendo una medalla de bronce en la prueba de K4 500 m. Ganó tres medallas en el Campeonato Europeo de Piragüismo de 1997, dos de oro y una de bronce.

## Palmarés internacional
| Juegos Olímpicos   | Juegos Olímpicos   | Juegos Olímpicos  | Juegos Olímpicos |
| Año                | Lugar              | Medalla           | Competición      |
| ------------------ | ------------------ | ----------------- | ---------------- |
| 2000               | Sídney (Australia) | Medalla de bronce | K4 500 m         |
| Campeonato Europeo |                    |                   |                  |
| Año                | Lugar              | Medalla           | Competición      |
| 1997               | Plovdiv (Bulgaria) | Medalla de oro    | K4 200 m         |
| 1997               | Plovdiv (Bulgaria) | Medalla de oro    | K4 500 m         |
| 1997               | Plovdiv (Bulgaria) | Medalla de bronce | K2 200 m         |